# 槟威海峡
槟威海峡又名槟城海峡（英語：Penang Strait），是位于马来西亚槟城海域的一道海峡，海峡将槟榔屿与位于马来半岛的威省隔开，最窄处宽约3公里，有槟威大桥及槟城第二大桥连接两岸。未来将建海底隧道或第三大桥连接威北和槟岛。

槟威海峡的跨海交通航运地图

## 歷史
檳城海峽的歷史可以追溯到18世紀。乔治市自 1786 年建市以来，它一直依赖槟威海峡作为槟島的重要航道。直到20世纪70年代，主要的港口设施一直都位于乔治市的海墘码头。在19世纪時，在，海墘码头进行了填海工程加深了海域，使大型船只能够停靠在城市海滨。
第一次世界大戰開始後的三個月，檳威海峽爆發檳城之役。1914年10月28日，德國的埃姆登號小巡洋艦在槟威海峡击沉了俄国防护巡洋舰珍珠号和法国驱逐舰火槍号。在这起事件中，共造成珍珠号上的89名海兵丧生，其中的82名死者埋葬於島上的西方路基督教墓園（Western Road Cemetery），12名軍官被埋葬在木蔻山岛（Pulau Jelajak）上。此外，法国火枪号沉没，德國的埃姆登號對餘下的三十六名法國官兵展開救援上船，但其中三人隨後重傷不治，其餘陣亡者中還包括艦長菲利斯．德環（Félix Théroinne）。埃姆登号的人员在这一系列事件中没有受伤，成功逃离了槟城海域。

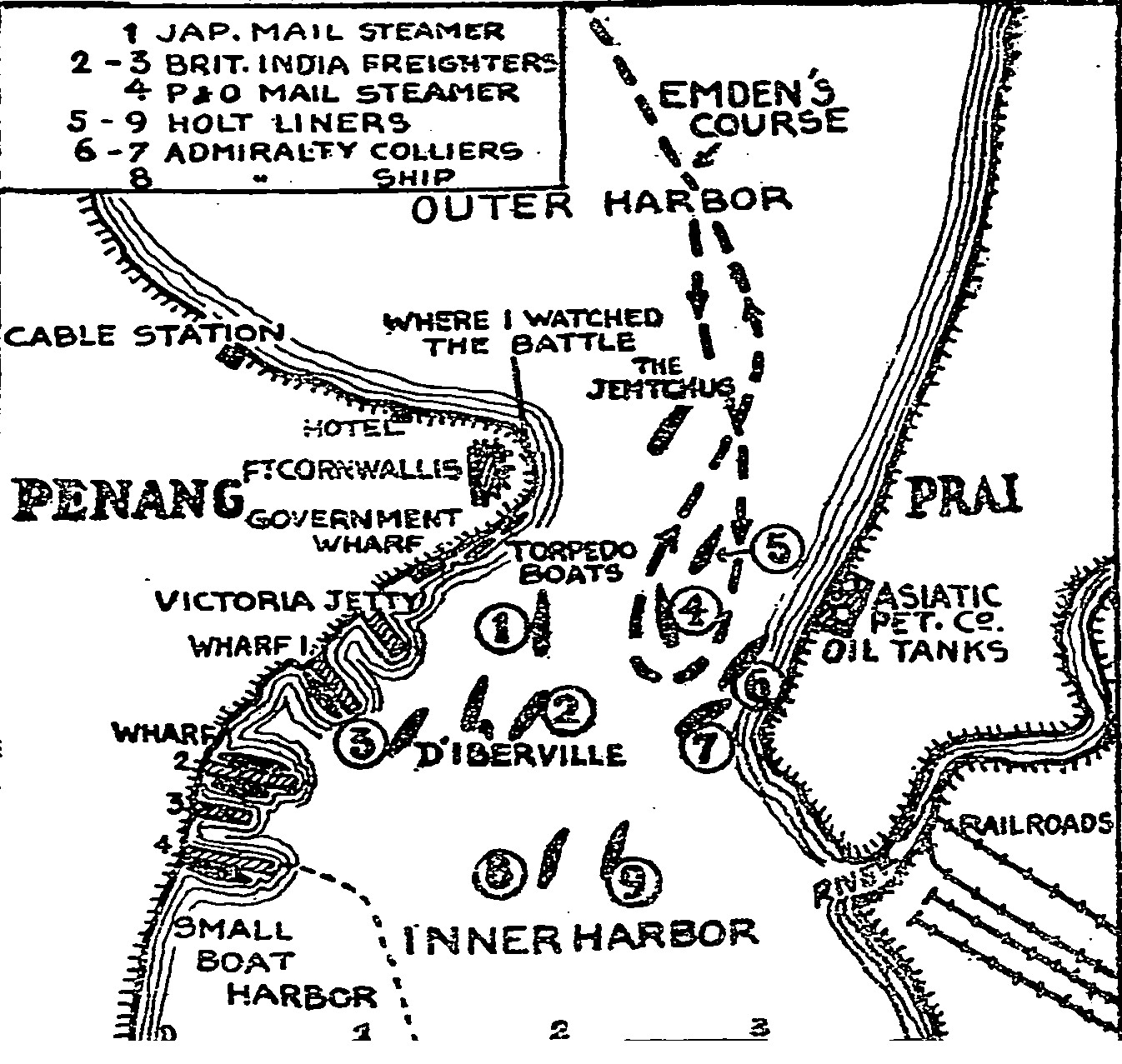
在1914年發生的檳城之役，此地圖由紐約時報所刊登

第二次世界大战即将结束时，盟军也在槟榔屿海峡布下水雷，利用空投水雷阻碍日本商船。
1974年，槟城港的货运设施转移到海峡对岸的北海。因此，货物和集装箱运输主要在北海处理，而乔治市的码头至今仍在接待邮轮。仅在 2015 年，喬治市的瑞天咸碼頭就记录了 145 次靠港，为马来西亚最高。同时，北海的港口设施在 2013 年处理了超过 120 万个标准集装箱的货物，使其成为马来西亚最繁忙的港口之一。